# Kobilice
Kobílice (znanstveno ime Orthoptera, grško ortho - raven, pteron - krilo) so red žuželk z več kot 20.000 opisanimi recentnimi vrstami, ki živijo po vsem svetu, največ pa jih je v tropih. To je raznovrsten red žuželk z nepopolno preobrazbo, ki jih najlažje prepoznamo po zadnjih nogah, prilagojenih za skakanje, velikem zaobljenem ščitku na oprsju, ter navzdol (ortognatno) usmerjenih čeljustih. Red sestavljata dva večja podredova, dolgotipalčnice (Ensifera) in kratkotipalčnice (Caelifera), katerih predstavnike lahko enostavno ločimo po dolžini tipalnic - tipalnice dolgotipalčnic lahko presegajo dolžino preostalega telesa, tipalnice kratkotipalčnic pa pogosto niso daljše od glave. V red sodijo tudi nekatere žuželke, ki jih običajno ne označujemo kot kobilice - murni, bramorji in črički.

## Telesne značilnosti
So žuželke s srednje velikim do velikim telesom, pogosto varovalne barve (zelene, rjave, rumenkaste), nekateri predstavniki pa so kričečih svarilnih barv. Imajo veliko, ortognatno glavo z navzdol usmerjenim obustnim aparatom, izoblikovanim v grizalo. Na njej so tudi velike sestavljene oči in nitaste tipalnice, poleg njih pa pri večini vrst še dve ali tri očesca. Tipalnice so lahko zelo kratke, lahko pa nekajkrat presegajo dolžino telesa. Za glavo je velik ščitek (pronotum), ki je ob straneh oprsja zaobljen navzdol, kar mu daje obliko sedla. Tako v celoti pokriva vrh in strani predprsja, pri trnovratkah (družina Tetrigidae) pa sega celo do konca zadka. Druga dva člena oprsja nosita dva para kril, od katerih je sprednji nekoliko otrdel in predstavlja zaščito za široka, nežna zadnja krila, ki jih kobilice ob mirovanju zložijo pod njih. Sprednji par kril je raven in ozek, po njih je red dobil znanstveno ime. Med mirovanjem se vzdolž telesa bolj ali manj prekrivajo, segajo v večini primerov čez konec zadka, ob straneh pa so ukrivljena navzdol in deloma prekrivajo bočno stran telesa. Mnogo kobilic ima tudi zmanjšana ali povsem reducirana krila. Noge so dobro razvite; zadnji par je pri večini kobilic močno povečan in služi za skakanje. Na koncu vseh nog so močni kremplji. Na koncu 9-členskega zadka je par različno dolgih cerkov, pri samicah pa tudi dobro razvita leglica.
Imajo nepopolno preobrazbo - ličinke so zelo podobne odraslim živalim, le brez kril in genitalij. Ko se izležejo iz jajčeca so črvaste oblike, vendar je to le prehodna faza - takoj ko pridejo na zrak, prehodni ovoj poči in ven zleze ličinka, ki ima prepoznavno obliko kobilice. Lastnost, po kateri se kobilice ločijo od drugih podobnih skupin žuželk je, da pride pri razvoju kril do zasuka - zasnove za krila so pri zadnjih dveh stadijih ličinke obrnjene tako, da zadnji par kril pokriva sprednjega.

## Življenje
Samica s pomočjo leglice izleže jajčeca posamič ali v majhnih skupinah v zemljo, rastlinsko tkivo ali primerno luknjo v tleh. Ovoj, ki daje ličinkam sprva videz črvička, le-te kmalu odvržejo in postanejo podobne odraslim živalim. Prehranjujejo se z rastlinsko hrano. Levijo se večinoma štiri- do šestkrat, črički pa tudi do desetkrat preden odrastejo.
Odrasle živali se prehranjujejo večinoma s travami, razen čričkov, ki tudi lovijo druge majhne žuželke. Parjenje pri kobilicah je zapleten proces; samci večine vrst kobilic pred samim parjenjem kličejo samico in ji dvorijo s proizvajanjem vrstno specifičnih zvokov. Pogosto je kobilice lažje določati po zvokih kot po telesni zgradbi. Kadar poje več samcev hkrati, lahko samica glede na lastnosti zvočnih signalov (trajanje, jakost) izbira samca - nižji toni in glasnejši zvoki po navadi pomenijo, da je »pevec« večji in močnejši, kar so ugodne lastnosti za potomce. Spolna selekcija gre tako v smeri močnejših zvokov. Druga funkcija oglašanja je vzpostavljanje in vzdrževanje teritorija. Parjenje traja nekaj ur, kmalu po tistem prične samica odlagati jajčeca.
Vrste v območjih z zmernim podnebjem večinoma zaključijo življenjski krog v enem letu, prezimijo jajčeca. Dlje živeče vrste preživijo eno ali dve zimi kot ličinke, redke pa še kakšno zimo kot odrasli.

### Oglašanje kobilic
Med vsemi skupinami žuželk imajo kobilice najbolj razširjene in najbolj raznolike mehanizme produkcije zvoka s stridulacijo - drgnjenjem enega dela telesa ob drugega. Mehanizma se pri dolgotipalčnicah in kratkotipalčnicah razlikujeta - kratkotipalčnice drgnejo nazobčan del zadnjih nog ob otrdela sprednja krila (pokrovke ali elitre), mnogo dolgotipalčnic pa ima krila zakrnela, zato drgnejo pokrovke med seboj; del ene pokrovke je spremenjen v rebrasto strukturo, druga pa ima odebeljeno žilo, ki drgne po rebru in s tem proizvaja zvok. Taki strukturi pravimo cvrčalo. Zvok, ki ga proizvaja takšna struktura, je razmeroma šibak. Za ojačanje imajo te živali posebej oblikovane vreče v sistemu vzdušnic ali spremenjena krila, ki služijo kot resonator. Poseben primer je bramor vrste Scapteriscus acletus, ki si v ta namen izkoplje akustično jamico. Zvoki so večinoma visokih tonov (frekvenc) - žuželke namreč zaradi fizikalnih omejitev ne morejo učinkovito proizvajati zvokov z nizkimi toni. Oglašanje kratkotipalčnic lahko večinoma sliši tudi človek, oglašanje dolgotipalčnic pa je večinoma v ultrazvočnem območju. Zvoki nekaterih čričkov lahko presegajo 100 kHz.
Zvoke spolnih partnerjev slišijo s posebnimi slušnimi organi, ki so pri dolgotipalčnicah okrogle ali ovalne membrane na sprednjih golenih, pri kratkotipalčnicah pa ob strani prvega člena zadka.

## Ekologija
Kot red so kozmopolitske - živijo po vsem svetu, razen v polarnih predelih in visokogorju, posamezne vrste pa imajo lahko zelo specifične ekološke zahteve in iz območja izginejo, če se njihov habitat le malo spremeni, zato so pogosto uporabne kot bioindikatorski organizmi. Kratkotipalčnice se prehranjujejo s travami, zato jih večinoma najdemo blizu tal in tudi po prehrani bolj raznolike dolgotipalčnice se pogosto zadržujejo nizko. Bramorji celo preživijo vse življenje v rovih, ki jih izkopljejo pod zemljo, murni imajo v podzemeljskih jamicah skrivališča, jamske kobilice pa dan preživijo v naravnih jamah in pridejo na prosto samo ponoči. Prebivališče in zgradba telesa kobilic sta tesno povezana. Večina kobilic se lahko seli le na kratke razdalje. Ker so po drugi strani evolucijsko zelo prilagodljive, je med kobilicami veliko endemnih vrst, ki so se v preteklosti prilagodile na določene razmere v okolju in ostale ujete na geografsko omejenem območju, ko so se razmere ponovno spremenile. Tudi zato sta v primerjavi z drugimi skupinami žuželk raznolikost in število vrst velika. Danes ločujemo tudi mnogo podvrst, form in populacij posameznih vrst kobilic, kar nakazuje, da procesi nastajanja vrst še vedno potekajo.
Znana lastnost kobilic je tudi združevanje v roje (rojenje), čeprav se v velike roje združuje le okoli 10 vrst kobilic. Vzrok za ta pojav in njegov mehanizem še nista povsem pojasnjena, znano pa je, da se pri nekaterih kobilicah oblika telesa forme, ki roji, razlikuje od tiste, ki ne. Domnevajo, da je ključni faktor pri razvoju roječe forme gostota ličink v prostoru - razvije se pri veliki gostoti in tako pripomore k razširjanju osebkov na območja z manj kompeticije za hrano. Eden od možnih mehanizmov so feromoni, ki jih izločajo ličinke in ob ustrezni koncentraciji sprožijo razvoj roječe oblike. Sprožilec rojenja pa je najverjetneje dotikanje. Roji puščavskih kobilic (Schistocerca gregaria) so največji med vsemi poznanimi žuželkami in lahko prekrijejo površino več sto kvadratnih kilometrov. Domnevajo, da je en tak roj vrste iz rodu Schistocerca pred 3-5 milijoni let prečkal Atlantski ocean in naselil Ameriko ter se od takrat razvil v več kot 50 vrst rodu Schistocerca, ki danes poseljujejo ameriški kontinent (v nasprotju z eno samo vrsto na drugi strani Atlantika).
Mesojede kobilice plenijo druge žuželke, predvsem take z mehkim skeletom, same pa so plen mnogo različnim živalim, od žužkojedih ptic, plazilcev, sesalcev (predvsem malih sesalcev), pajkov idr. Pogosto so na kobilicah vidne majhne rdeče kroglice, to so pršice iz družine Trombiidae, ki zajedajo na njih tako da sesajo njihovo hemolimfo. Nekatere muhe in ose jih plenijo za hrano svojemu potomstvu.

### Pomen za človeka
Ob besedi »kobilice« večina ljudi najprej pomisli na roje kobilic selk, osmo od desetih biblijskih katastrof. Kljub temu, da le malo vrst tvori ogromne roje, lahko milijoni kobilic, ki požrejo vse pred seboj, bistveno pripomorejo k pomanjkanju hrane v s pridelkom že tako revnih afriških državah. Nanje se nanaša tudi večina kulturnih referenc, vključno z Biblijo, ki jih omenja kar 98-krat. Po drugi strani pa je mnogo vrst kobilic neposredno uporabnih za prehrano, saj so lahko dostopne in bogate z beljakovinami.

## Sistematika
Kobilice so tako podobne posnemalcem, da so nekateri avtorji združevali redova v enoten red ravnokrilcev, vendar drugačen razvoj kril, oblika jajčec in odsotnost slušnih organov pri posnemalcih podpirajo ločevanje v samostojna redova. Razdelitev kobilic v dva monofiletska podredova podpirajo molekularni in morfološki znaki:
- kratkotipalčnice: »kobilice« v ožjem pomenu besede; v večini primerov dnevno aktivne, živahne žuželke, ki se prehranjujejo z rastlinsko hrano.
- dolgotipalčnice: črički, murni in nekatere druge kobilice; večinoma nočno aktivne, rastlinojede ali vsejede žuželke.

### Kobilice v Sloveniji
V Sloveniji živi mnogo vrst kobilic. Tako so med slovenskimi dolgotipalčnicami poznane skupine cvrčalk (Tettigonioidea), jamskih kobilic (Rhaphidophoridea) z istoimensko družino, ki je tu zastopana z dvema vrstama, in murnov (Grylloidea). Od kratkotipalčnic živijo na Slovenskem predstavniki skupin dolgoovratničark (Tetrigoidea), rovokopk (Tridactyloidea) in poljskih kobilic (Acridoidea).
Ena od najzanimivejših vrst kobilic v Sloveniji je žagarica (Saga pedo), plenilska kobilica z nogami, prilagojenimi za grabljenje. Razširjena je na Krasu in v slovenskem Primorju in zaradi redkosti zaščitena tako na državni, kot na evropski ravni.